# Ойо (регион)
Вижте пояснителната страница за други значения на Ойо.
Ойо (на португалски: Oio) е регион в северна Гвинея-Бисау. Площта му е 5403 квадратни километра, а населението – 224 644 души (по преброяване през март 2009 г.). Граничи на север със Сенегал. Столицата на регион Ойо е град Фарим, с население над 6000 души. Регионът е разделен на пет сектора – Бисора, Фарим, Мансаба, Мансоа и Някра.